# NGC 1062
NGC 1062 je zvijezda u zviježđu Trokutu.

## Vanjske poveznice
- SEDS: NGC 1062